# BTR-T
Der BTR-T (russisch Бронетранспортёр-Тяжелый) ist ein schwerer russischer Schützenpanzer auf Basis eines modifizierten T-55-Fahrwerks.

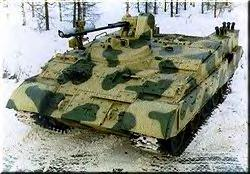
BTR-T

## Beschreibung
Im Ersten Tschetschenienkrieg wurden Schützenpanzer BTR-80 und BMP-2 häufig von tschetschenischen Rebellen mit RPG-Panzerabwehrhandwaffen getroffen. Daher wurde der BTR-T für die russische Armee entwickelt, mit stärkerer Panzerung und auch besserer Bewaffnung. Der BTR-T wurde erstmals 1997 auf der Waffenausstellung WTTW-97 in Omsk vorgeführt.

## Bewaffnung
Der Turm des BTR-T kann mit verschiedenen Waffensystemen ausgestattet werden.

Mögliche Waffenkonfigurationen:
- 30-mm-Maschinenkanone Schipunow 2A42 und Panzerabwehrlenkrakete 9K113 Konkurs
- 30-mm-Maschinenkanone Schipunow 2A42 und 30-mm-Granatwerfer AGS-17 Plamja
- 2 × 30-mm-Zwillings-Flugabwehr-Maschinenkanone 2A38
- 12,7 × 108 mm schweres Maschinengewehr NSW und Panzerabwehrlenkrakete 9K113 Konkurs
- 12,7 × 108 mm schweres Maschinengewehr NSW  und 30-mm-Granatwerfer AGS-17 Plamja

Standardbewaffnung sind die Maschinenkanone Schipunow 2A42 mit einem Kampfsatz von 200 Schuss sowie 3 Panzerabwehrlenkraketen 9K113 Konkurs. Zudem führt der BTR-T 12 Rauchgranaten mit. Die Maschinenkanone 2A42 ist für die Bekämpfung von leicht gepanzerten Zielen auf Entfernungen bis zu 1.500 m, leicht gepanzerten feindlichen Strukturen auf Entfernungen von bis zu 4.000 m sowie Luftzielen in niedrigen Höhen bis zu 2.000 m ausgelegt.